# Parijs-Roubaix 1902
De 7e editie van de wielerwedstrijd Parijs-Roubaix werd gereden op 30 maart 1902. De wedstrijd was 268 km lang. Van al de deelnemers wisten er 31 de eindstreep te halen. De wedstrijd werd voor de tweede keer gewonnen door Lucien Lesna.

## Uitslag
| Plaats  | Naam              | Tijd      |
| ------- | ----------------- | --------- |
| Winnaar | Lucien Lesna      | 10u52’07” |
| 2       | Edouard Wattelier | +8’00”    |
| 3       | Ambroise Garin    | +12’00”   |
| 4       | Claude Chapperon  | +20’59”   |
| 5       | Oscar Lepoutre    | +28’21”   |
| 6       | Jean Fischer      | +28’57”   |
| 7       | Philippe Leroux   | +33’07”   |
| 8       | Émile Paigie      | +38’31”   |
| 9       | Georges Pasquier  | +47’43”   |
| 10      | B. Barbe          | +1’04’31” |

1896 · 
1897 · 
1898 · 
1899 · 
1900 · 
1901 · 
1902 · 
1903 · 
1904 · 
1905 · 
1906 · 
1907 · 
1908 · 
1909 · 
1910 · 
1911 · 
1912 · 
1913 · 
1914 · 
1915 · 
1916 · 
1917 · 
1918 · 
1919 · 
1920 · 
1921 · 
1922 · 
1923 · 
1924 · 
1925 · 
1926 · 
1927 · 
1928 · 
1929 · 
1930 · 
1931 · 
1932 · 
1933 · 
1934 · 
1935 · 
1936 · 
1937 · 
1938 · 
1939 · 
1940 · 
1941 · 
1942 · 
1943 · 
1944 · 
1945 · 
1946 · 
1947 · 
1948 · 
1949 · 
1950 · 
1951 · 
1952 · 
1953 · 
1954 · 
1955 · 
1956 · 
1957 · 
1958 · 
1959 · 
1960 · 
1961 · 
1962 · 
1963 · 
1964 · 
1965 · 
1966 · 
1967 · 
1968 · 
1969 · 
1970 · 
1971 · 
1972 · 
1973 · 
1974 · 
1975 · 
1976 · 
1977 · 
1978 · 
1979 · 
1980 · 
1981 · 
1982 · 
1983 · 
1984 · 
1985 · 
1986 · 
1987 · 
1988 · 
1989 · 
1990 · 
1991 · 
1992 · 
1993 · 
1994 · 
1995 · 
1996 · 
1997 · 
1998 · 
1999 · 
2000 · 
2001 · 
2002 · 
2003 · 
2004 · 
2005 · 
2006 · 
2007 · 
2008 · 
2009 · 
2010 · 
2011 ·
2012 · 
2013 ·
2014 ·
2015 ·
2016 ·
2017 ·
2018 ·
2019 ·
2020 · 
2021 · 
2022 · 
2023 · 
2024 · 
2025